# شارل الثاني، كونت نيفير
شارل الثاني، كونت نيفير (بالفرنسية: Charles de Clèves)‏ (توفي في اللوفر في 1521)؛ كان كونت نيفير منذ 1506 حتى وفاته، هو أبن الوحيد لـ إنغلبرت دي كليفز، كونت نيفير وشارلوت دي بوربون-فندوم.
ينتمي شارل إلى أسرة لا مارك ألمانية الحاكمة لـ دوقية كليفز؛ بحيث أن والده هو أبن الثالث لـ يوهان الأول، دوق كليفز وزوجته إليزابيث من نيفير بحيث تكون إليزابيث حفيدة الكبرى فيليب الجريء.
تزوج شارل في 1504 من ماري دي ألبرت، كونتيسة ريثل أبنة جان دي ألبرت وشارلوت، كونتيسة ريثل شقيقة إليزابيث الصغرى، وبذلك معها حاكم على ريثل؛ وأنجبت له أبن وحيد:-
- فرانسوا الأول (1561-1516)؛ خلف والده، ثم أصبح دوق نيفير في 1539.